# Chironomus pallidiceps
Chironomus pallidiceps är en tvåvingeart som först beskrevs av Jean-Jacques Kieffer 1917.  Chironomus pallidiceps ingår i släktet Chironomus och familjen fjädermyggor. Inga underarter finns listade i Catalogue of Life.